# Okres Goms
Okres Goms (francouzsky District de Conches) je jedním z okresů kantonu Valais ve Švýcarsku. Jeho sídlem je Münster.

## Geografie

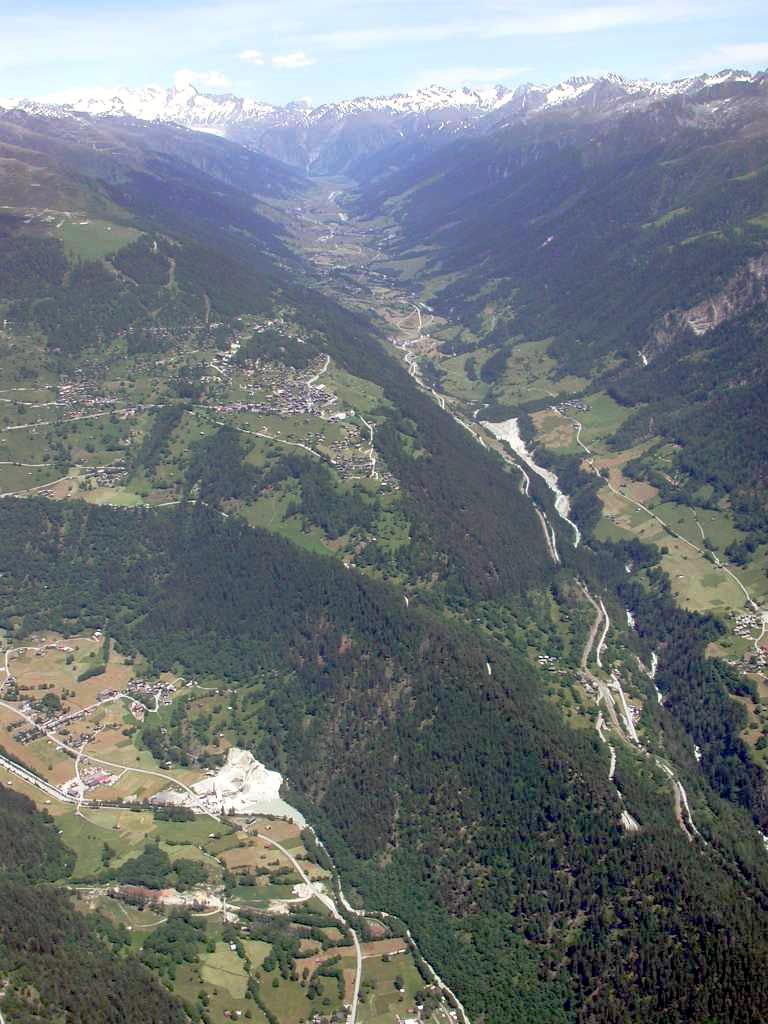
Údolí Goms z letadla

Goms je název pro nejhořejší část údolí v Horním Valais mezi pramenem Rhôny a údolní nivou Grengiols u Brigu. Je to nejvýchodnější část kantonu Valais. Na východě je ohraničen průsmykem Furkapass, který leží mezi Galenstockem a Pizzo Rotondo, a na západě vizuálně Weisshornem. Nejvyšší část údolí se dosud nazývá Obergoms.
Goms byl vyhlouben Rhonským ledovcem v době ledové. Poté bylo dno údolí vyplněno Rottenem, zdrojnicí Rhôny.

## Historie
Goms byl osídlen již v době kamenné a v době římské nadvlády byl součástí provincie Raetie. Alamani sem vtrhli přes Grimselpass v 9. století a překryli franko-provensálsky mluvící původní obyvatelstvo. V roce 1362 se obyvatelé Gomsu spojili s původními kantony Staré švýcarské konfederace.
V roce 1850 se v obci Niederwald v okrese Goms narodil hoteliér César Ritz.

## Seznam obcí
| Znak        | Název obce  | Počet obyvatel (31. 12. 2021) | Rozloha (km²) | Hustota zalidnění (obyv./km²) |
| ----------- | ----------- | ----------------------------- | ------------- | ----------------------------- |
| Bellwald    | Bellwald    | 350                           | 13,96         | 25                            |
| Binn        | Binn        | 125                           | 65,09         | 2                             |
| Ernen       | Ernen       | 518                           | 35,37         | 15                            |
| Fiesch      | Fiesch      | 925                           | 11,04         | 84                            |
| Fieschertal | Fieschertal | 332                           | 172,81        | 2                             |
| Goms        | Goms        | 1166                          | 129,59        | 9                             |
| Lax         | Lax         | 340                           | 5,41          | 63                            |
| Obergoms    | Obergoms    | 645                           | 155,93        | 4                             |
| Celkem (8)  | Celkem (8)  | 4401                          | 589,20        | 7                             |

## Doprava
Silnice do Gomsu vedou ze severu tunelem Lötschberg (autovlak), z východu a jihu úpatním tunelem Furka (také autovlak) s nakládacími stanicemi v Realpu a Oberwaldu nebo v létě přes průsmyky Furkapass, Grimselpass a Nufenenpass nebo přes průsmyk Simplonpass. Ze západu se do Gomsu lze dostat přes Sion údolím Rhôny směrem na Brig. Díky dráze Matterhorn Gotthard Bahn je Goms dostupný po železnici ze západu přes Brig a z východu tunelem Furka. Gomsem projíždí ledovcový expres na své trase ze Svatého Mořice do Zermattu.